# RKSV Olympia Schinveld
RKSV Olympia Schinveld is een amateurvoetbalvereniging uit Schinveld, gemeente Beekdaelen, provincie Limburg, Nederland.

## Algemeen
Rooms Katholieke Schinveldse Voetbalvereniging Olympia, in de volksmond Schinveld, is opgericht op 25 mei 1941. De vereniging speelt haar thuiswedstrijden in het Burgemeester Adamssportpark, gelegen aan de Mariabergstraat in Schinveld. De clubkleuren zijn rood en wit (rood shirt, witte broek, rode sokken). Het uittenue bestaat uit een blauw shirt, witte broek en witte sokken. Sinds 1 januari 2015 is de vereniging in het kader van een sponsorovereenkomst een naamsverbintenis aangegaan met hoofdsponsor Arx ICT. Sindsdien was de officiële naam dan ook Schinveld/Arx ICT. Anno 2020 heet de club weer officieel R.K.S.V. Olympia Schinveld.

## Standaardelftal
Het standaardelftal komt anno 2025 uit in de 4e klasse C amateurs. De 3e klasse is de hoogste klasse waarin Schinveld heeft gespeeld. Hoofdzakelijk kwam de vereniging in het verleden echter uit in de 4e klasse. Door onder andere geringe doorstroming van jeugdspelers degradeerde Schinveld twee jaar op rij en kwam het terecht in de 6e klasse. In het eerste seizoen (2004-2005) in de 6e klasse werd meteen succes behaald onder leiding van trainer Marcel Peeters, een promotie naar de 5e klasse. Schinveld wist zich één seizoen te handhaven in de 5e klasse, maar daarna was degradatie naar de 6e klasse wederom een feit. In het seizoen 2012-2013 werd onder leiding van trainer Gerard Zweerink na zeven jaar weer promotie naar de 5e klasse bewerkstelligd. In het seizoen 2013/2014 wist het eerste elftal wederom promotie te bewerkstelligen door als periodekampioen de nacompetitie te winnen. Na 11 jaar keerde Schinveld terug naar de 4e klasse. In het seizoen 2014/2015 was het actief in de 4e klasse C, waarin het als promovendus knap als 6e wist te eindigen. In het seizoen 2015/2016 werd Schinveld/Arx ICT ingedeeld in de 4e klasse B en werd trainer Toine Hanssen aangesteld. In december 2015 stapte Toine Hanssen op als trainer ten gevolge van de tegenvallende resultaten. Het bestuur stelde interim-trainers Harrald Houben en Ronald Kuiper aan, met als opdracht om met het eerste elftal handhaving in de 4e klasse te realiseren, waarin het interim-duo slaagde. Met ingang van het seizoen 2016/2017 was Ton Zupancic actief hoofdtrainer van Schinveld/Arx ICT. Wederom werd via de nacompetitie op het nippertje degradatie voorkomen. Met ingang van het seizoen 2017/2018 werd Gerard Zweerink aangesteld als hoofdtrainer van Schinveld/Arx ICT.

### Competitieresultaten 1947–2018
| 7 4B |

| 3 4B |

| 10 4B |

| 3 4C |

| 7 4C |

| 5 4C |

| 3 4D |

| 6 4C |

| 5 4C |

| 11 4C |

| 4 4C |

| 11 4C |

| 3 4C |

| 2 4C |

| 1 4C |

| 9 3B |

| 6 3B |

| 11 3B |

| 11 4D |

|  |

|  |

|  |

|  |

| 11 4C |

| 11 4C |

| 10 4D |

| 12 4D |

|  |

| 6 4D |

| 2 4D |

| 2 4D |

| 1 4D |

| 2 3B |

| 5 3B |

| 10 3B |

| 6 4C |

| 8 4C |

| 8 4C |

| 7 4C |

| 4 4D |

| 4 4D |

| 12 4D |

|  |

|  |

|  |

| 5 4C |

| 10 4D |

| 9 4D |

| 2 4D |

| 1 4D |

| 8 3B |

| 10 3B |

| 10 3B |

| 7 4D |

| 3 4D |

| 8 4C |

| 11 4C |

| 11 5C |

| 3 6B |

| 8 5B |

| 12 5B |

| 7 6B |

| 6 6B |

| 4 6B |

| 6 6B |

| 5 6B |

| 3 6A |

| 3 5B |

| 6 4C |

| 12 4B |

| 12 4B |

| 5 4C |

| - 4C |

| Derde klasse | Vierde klasse | Vijfde klasse | Zesde klasse |

In elke staaf van de grafiek staat van boven naar beneden vermeld: 
- Eindnotering

Dit is de positie die de club heeft bereikt in de competitie, zonder eventuele beslissings-, play-off- of nacompetitiewedstrijden die nodig zijn geweest om bijvoorbeeld de kampioen van de competitie te bepalen.
Indien een * achter het getal staat is de notering een tussenstand en kan het zijn dat de notering niet overeenkomt met de uiteindelijke eindstand van de competitie.
Staat er een - dan is het seizoen nog bezig en is er geen definitieve uitslag bekend.
Staat er xx op de positie van de notering, dan heeft de club vroegtijdig de competitie verlaten. Dit kan onder andere komen door terugtrekking van het team, faillissement van de club of door een uitgedeelde straf van de KNVB. In veel gevallen staat elders in het artikel de reden vermeld.
Staat er een ? dan is het resultaat uit het verleden onbekend, en is alleen de competitie of het niveau bekend van dat seizoen.
In de seizoenen 2019/20 en 2020/21 werd wegens de coronacrisis het amateurvoetbal afgebroken. Daardoor kennen deze staven geen eindklassering (middels -- weergegeven).
- Competitieniveau en afdelingsletter of Officiële eindstand Eredivisie
  - Competitieniveau en afdelingsletter

Hierbij geeft het getal het niveau weer, dat ook terug te vinden is in de legenda. De letter is de afdelingsaanduiding en wordt gebruikt wanneer er meer afdelingen zijn op hetzelfde niveau. De afdelingsletter is altijd een hoofdletter en wordt meestal zonder nummer gebruikt.
Voorbeeld: 2F is niveau 2e klasse competitie F.
Het competitieniveau en nummer wordt niet vermeld wanneer er slechts één competitie van dit niveau was.
  - Officiële eindstand Eredivisie (getal staat tussen haakjes vermeld)

Sinds de introductie van play-offwedstrijden voor Europees voetbal na afloop van de reguliere competitie in 2005/06, is de KNVB verplicht een eindstand van de Eredivisie door te geven aan de UEFA aan de hand van deze play-offwedstrijden.
Bij deze eindstand staan clubs die zich hebben gekwalificeerd voor Europees voetbal hoger dan clubs die zich niet wisten te kwalificeren. Indien er geen verschil was tussen de eindnotering en de officiële eindstand, staat dit getal niet vermeld.

- Onderafdeling

Hier staat afgekort de naam van de onderafdeling indien de club in dat jaar in een onderafdeling uitkwam. Tevens staat deze afkorting in de legenda en wordt gelinkt naar het artikel over deze onderafdeling. Deze afkorting wordt alleen vermeld wanneer de club in het verleden in verschillende onderafdelingen heeft gespeeld. Deze vermelding is in de staaf altijd in kleine letters. Deze onderafdelingen zijn na het seizoen 1995/96 afgeschaft. Heeft de club in slechts één onderafdeling gespeeld, dan is dit alleen terug te vinden in de legenda.
Onder de staaf staat het jaartal vermeld waarin het seizoen is afgesloten. 15 verwijst naar het seizoen 2014/15 of eventueel het seizoen 1914/15.
Wanneer een staaf leeg is, zijn deze gegevens niet bekend. Het kan ook zijn dat de club dat seizoen niet heeft meegespeeld op het hogere amateurniveau, vroegtijdig de competitie heeft verlaten of uit de competitie is gezet.

In het seizoen 1944/45 was er wegens de Tweede Wereldoorlog geen regulier competitievoetbal.

## Overige elftallen
In het seizoen 2017/2018 heeft Schinveld vier senioren elftallen, één veteranenelftal, één veterinnenteam (dames veteranen) en 11 jeugdteams in de competitie.
De jeugdteams zijn als volgt verdeeld: JO19-1, JO17-1, JO15-1, JO13-1, JO13-2, JO11-1, JO11-2, JO10-1, JO9-1, JO9-2, JO7-1.
Met ingang van het seizoen 2015/2016 neemt Schinveld eveneens deel met een 7×7 35+-team en een 7×7 45+-team.
Het totale aantal teams dat actief aan een competitie deelneemt komt daarmee op 19.

## Accommodatie
De accommodatie van Schinveld bestaat onder andere uit twee speelvelden, waarvan één kunstgrasveld met LED-verlichting en één natuurgrasveld met LED-verlichting en faciliteiten als een scheidsrechtersruimte, een verzorgingslokaal, een grote en een klein berging en een kantine.
In 2013 werd gestart met een grondige renovatie van de kantine en kleedkamers van het sportcomplex. De gerenoveerde accommodatie werd in oktober 2013 officieel geopend door toenmalig burgemeester, mevrouw Mirjam Clermonts-Aretz. Sinds september 2019 beschikt de vereniging ook over een scorebord.